# Boea clarkeana
Boea clarkeana är en tvåhjärtbladig växtart som beskrevs av Hemsley. Boea clarkeana ingår i släktet Boea och familjen Gesneriaceae. Inga underarter finns listade i Catalogue of Life.